# EXCITER!!
『EXCITER!!』（エキサイター）は宝塚歌劇団の舞台作品。作・演出は藤井大介

## 解説
刺激、熱狂、興奮をもたらす者“EXCITER”。ありふれた人生も、ちょっとした刺激、スパイスでバラ色に輝く。“音の革命”“美の革命”“男の革命”…。愛と夢を現代社会に送り届ける宝塚こそ“EXCITER”であるという軸の上に、究極に格好良い場面で構成された現代的でエネルギッシュなショー作品。

## 公演記録
2009年・花組『EXCITER!!』
9月4日から10月5日まで宝塚大劇場で公演。
10月23日から11月22日まで東京宝塚劇場で公演。
形式名は「スパークリング・ショー」、24場。
併演作品は『外伝 ベルサイユのばら－アンドレ編－』。
主な出演者は、真飛聖、桜乃彩音、壮一帆。
2010年・花組『EXCITER‼︎』
7月30日から8月30日まで宝塚大劇場で公演。
9月17日から10月17日まで東京宝塚劇場で公演。
形式名は「スパークリング・ショー」、24場。
併演作品は『麗しのサブリナ』。
主な出演者は、真飛聖、蘭乃はな、壮一帆。
蘭乃はなの大劇場トップ娘役お披露目公演となった。
2017年・花組『EXCITER‼︎2017』
3月18日から4月9日まで全国ツアーとして公演。
形式名は「スパークリング・ショー」、24場。
併演作品は『仮面のロマネスク』。
主な出演者は、明日海りお、仙名彩世、柚香光。
仙名彩世のトップ娘役お披露目公演となった。
| 公演日       | 公演場所                                             |
| 3月18日 (土) | 梅田芸術劇場・メインホール（大阪府）                 |
| 3月19日 (日) | 梅田芸術劇場・メインホール（大阪府）                 |
| 3月20日 (月) | 梅田芸術劇場・メインホール（大阪府）                 |
| 3月23日 (木) | 島根県民会館（島根県）                               |
| 3月25日 (土) | 福岡市民会館（福岡県）                               |
| 3月26日 (日) | 福岡市民会館（福岡県）                               |
| 3月28日 (火) | アクトシティ浜松（静岡県）                           |
| 3月29日 (水) | 静岡市民文化会館（静岡県）                           |
| 3月31日 (金) | 神奈川県民ホール（神奈川県）                         |
| 4月1日 (土)  | 神奈川県民ホール（神奈川県）                         |
| 4月2日 (日)  | 神奈川県民ホール（神奈川県）                         |
| 4月4日 (火)  | 秋田市文化会館（秋田県）                             |
| 4月6日 (木)  | 八戸市公会堂（青森県）                               |
| 4月8日 (土)  | ニトリ文化ホール（旧・北海道厚生年金会館）（北海道） |
| 4月9日 (日)  | ニトリ文化ホール（旧・北海道厚生年金会館）（北海道） |
| ------------ | ---------------------------------------------------- |

2018年・花組『EXCITER‼︎2018』
11月22日から12月16日まで全国ツアーとして公演。
形式名は「スパークリング・ショー」、24場。
併演作品は『メランコリック・ジゴロ』。
主な出演者は、柚香光、水美舞斗、華優希、舞空瞳。
| 公演日        | 公演場所                                               |
| 11月22日 (木) | 神奈川県民ホール（神奈川県）                           |
| 11月23日 (金) | 神奈川県民ホール（神奈川県）                           |
| 11月24日 (土) | 神奈川県民ホール（神奈川県）                           |
| 11月27日 (火) | 昌賢学園まえばしホール（前橋市民文化会館）（群馬県）   |
| 11月28日 (水) | 大宮ソニックシティ 大ホール（埼玉県）                  |
| 11月30日 (金) | 北九州ソレイユホール（旧・九州厚生年金会館）（福岡県） |
| 12月1日 (土)  | 福岡市民会館（福岡県）                                 |
| 12月2日 (日)  | 福岡市民会館（福岡県）                                 |
| 12月4日 (火)  | 長崎ブリックホール（長崎県）                           |
| 12月6日 (木)  | 広島文化学園HBGホール（広島市文化交流会館）（広島県）  |
| 12月8日 (土)  | オーバード・ホール（富山県）                           |
| 12月9日 (日)  | 金沢歌劇座（石川県）                                   |
| 12月11日 (火) | 刈谷市総合文化センター アイリス（愛知県）              |
| 12月12日 (水) | 刈谷市総合文化センター アイリス（愛知県）              |
| 12月13日 (木) | 刈谷市総合文化センター アイリス（愛知県）              |
| 12月15日 (土) | 梅田芸術劇場・メインホール（大阪府）                   |
| 12月16日 (日) | 梅田芸術劇場・メインホール（大阪府）                   |
| ------------- | ------------------------------------------------------ |

## 構成

### 第1章　Dream Exciter‼︎－夢の革命－
- 音楽：青木朝子
- 振付：羽山紀代美

第1場
3人のドリームゲートキーパーが白い鳥たちと共に、夢の扉を開ける。
第2場
美しい白い翼に飾られた大階段。その中央に世にも美しい夢王子がたたずんでいる。目覚めた夢王子は、「不思議な夢を見た…」と歌う。
第3場
大階段は銀色に変わり、夢王子は真紅のEXCITERとなる。掛け声により、強烈なラテンタンゴのリズム。エキサイトガイたちが現れ、EXCITERと共に究極に男っぽく踊る。ボルテージが上がる中、エキサイトドールたちが加わり、激しくアダルトな夢の舞踏会となる。
第4場
エキサイトガイSが歌う。エキサイトドールSが現れ、EXCITERとのムーディーなデュエットに発展する。
第5場
真夜中の太陽が昇る。激しくセクシーな主題歌に乗せて、EXCITERを中心に、全員が新しい自分に出会える喜びを歌いながらパレードしていく。
第6場
エキサイトドールSが、黒い鳥たちと共に主題歌を歌う。

### 第2章　Beautiful Exciter!!－美の革命－
- 音楽：手島恭子
- 振付：御織ゆみ乃

第7場
天才デザイナーが「美しいドレスこそこの世に興奮と刺激をもたらす」と歌い、アシスタントと共にデザイン画を描き始める。エスコートダンディがそれぞれ一人ずつラブリーモデルをエスコートして、銀橋を歌いながら通っていく。
第8場
天才デザイナーの指揮のもと、銀橋を使ってのファッションパレードとなる。

### 第3章　Men’s Exciter!!－男の革命－
- 音楽：青木朝子
- 振付：若央りさ

#### 2009年（宝塚大劇場・東京宝塚劇場）
第9場
まったくイケてない、極平凡な独身サラリーマンMr.YU（真飛聖）が寝言を言いながら、今日も美しい女たちの夢を見ている。そこへ突然の目覚まし音。Mr.YUはいつものように慌てて支度を整え、会社に向かう。マリン社長（悠真倫）が息子のMr.SO（壮一帆）と共にロールスロイスで通っていく。Mr.YUが地下鉄に乗り込むと、そこには憧れのマドンナ、チェリー（桜乃彩音）の姿が…。
第10場
フィットネス用品のヒットを生み出す会社「MARINE’S FITNESS CO.LTD」。緊張感漂う朝礼の最中、Mr.YUが遅刻してくる。秘書にこっぴどく叱られた上、仕事でもヘマばかり。唯一の癒しであるチェリーにも全く相手にされない。一方エリートのMr.SOは、女性を一瞬にして美しく変身させる「チェンジBOX」を生み出す。社員は皆祝杯をあげに街へ繰り出していくが、Mr.YUは山のような残業を言いつけられてしまう。するとMr.YUの前に3人の清掃婦が現れ、彼を無理矢理「チェンジBOX」に押し込める…。
第11場
究極のイケメンに変身したMr.YUがドリームガール（桜一花／天宮菜生／芽吹幸奈）たちに連れられて街へ繰り出していく。

#### 2010年（宝塚大劇場・東京宝塚劇場）
第9場
まったくイケてない、極平凡な独身サラリーマンMr.YU（真飛聖）が寝言を言いながら、結婚してしまったチェリーの夢を見ている。そこへ突然の目覚まし音。今日は、フィットネス用品のヒットを生み出す会社「MARINE’S FITNESS CO.LTD」の年に一度の社員旅行。Mr.YUはいつものように慌てて支度を整え、飛行機に乗り遅れぬようにと空港へ急ぐ…。
第10場
一行はハワイに到着する。ハワイの女の子たちが歓迎のフラダンスを踊り、その中心でランラン（蘭乃はな）が歌う。ランランはマリン社長（悠真倫）の息子Mr.SO（壮一帆）にレイをかけ、互いに一気に恋に落ちる。Mr.YUもまたランランにレイをかけられて一目惚れ。ホテルの主人ハッチー社長（夏美よう）に歓迎されたマリン社長一行は、早速Mr.SOの発明した女性を一瞬にして美しく変身させる「チェンジBOX」を披露する。ランランはじめ女の子たちは歓声を上げてMr.SOに飛びつき…。やがて一行はホテルの高級クラブへ出向いていくが、Mr.YUは仕事を言いつけられてしまう。するとMr.YUの前に3人の掃除婦が現れ、「チェンジBOX」にMr.YUを無理矢理押し込める…。
第11場
究極のイケメンに変身したMr.YUがドリームガール（桜一花／天宮菜生／芽吹幸奈）たちに連れられてクラブへ乗り込んでいく。

#### 2017年（全国ツアー）
第9場A
ブラジルのリオ。カーニバルの初日を翌日に控え、ダンシングクィーンのマドンナセンニャ（仙名彩世）が、男たちに囲まれて踊っている。マドンナセンニャの傍には、「マリンズ Jr. カンパニー」の若き社長、Mr.REI（柚香光）の姿が…これは、RIO-BOY（明日海りお）の妄想の世界。現実のRIO-BOYは、ビン底メガネをかけたしがない掃除夫。マドンナセンニャを一目だけでも見たいと憧れている。
第9場B
夢見心地のRIO-BOYは、掃除夫長のアキーラ（瀬戸かずや）にリオのカーニバルに行きたいなら働け！と叱られてしまう。サラリーマンやOLたちが次々と出社してくるが、RIO-BOYは失敗ばかり。そこへ、マドンナセンニャと歌姫クィーンハリーナB（羽立光来）が登場。マドンナセンニャに見とれたRIO-BOYは、Mr.REIの顔にモップをかけてしまう…。
第10場
舞台はビルの最上階。「マリンズ Jr. カンパニー」の朝礼の時間。RIO-BOYはずっと掃除をしている。そこへ、マドンナセンニャがクィーンハリーナBを連れてやってくる。マドンナセンニャは、Mr.REIの兄、Mr.SOが開発した魔法の箱、「チェンジBOX」でクィーンハリーナBを更に綺麗にして欲しいと頼む。クィーンハリーナB（羽立光来）がチェンジBOXに飛び込むと、超セクシーなクィーンハリーナA（五峰亜季）に変身、激しいラテンのリズムで踊る。Mr.REIは大興奮でマドンナセンニャに迫る。それを何とか阻止しようと必死になるRIO-BOYだったが…。
第11場
究極のイケメンに変身したRIO-BOY、ドリームガール（菜那くらら／桜咲彩花／新菜かほ）たちに連れられてクラブへと乗り込んでいく。

#### 2018年（全国ツアー）
第9場
ブラジルのリオ。プリティ・ハンニャ（華優希）が、公園のベンチに腰掛け、愛しい恋人を待っている。やがて現れたのは、「マリンズ Jr. カンパニー」の若き社長、Mr.REI（柚香光）。束の間のデートを楽しむ二人の前に、サンバのリズムで陽気に歌い踊る一団が現れる。そう、明日はブラジルで年に一度のカーニバル！テレビ中継のリハーサルが行われる中、Mr.REIは一団の中心にいた歌姫クィーンハリーナ（羽立光来）に声を掛けられる。去年「マリンズ Jr. カンパニー」が誇る「チェンジBOX」で見事な変身を遂げた彼女は、テレビに少しでも綺麗に写るため、今年も「チェンジBOX」を使わせて欲しいとMr.REIに頼む。Mr.REIはプリティ・ハンニャに良いところを見せようと、皆を「マリンズ Jr. カンパニー」に案内する。
第10場
誰もが美しくなれる魔法の箱「チェンジBOX」。だが、どういうわけか突如誤作動が起き、クィーンハリーナはボロボロの姿に…。怒ったクィーンハリーナはMr.REIを「チェンジBOX」に押し込めてしまう。そこへ呼ばれたのは、天才修理工ビューティ・マイティー（水美舞斗）。彼は宣言通り、あっという間に「チェンジBOX」を直してみせるのだった。すると中から、まるで別人のようなMr.REIが出てくる…。ボロボロになった彼をもう誰も社長だとは認めない。Mr.REIは掃除夫に降格してしまう。一方、新社長に任命されたビューティ・マイティーは、早速「チェンジBOX」を使いクィーンハリーナをクィーン・ヒットン（舞空瞳）に見事変身させるのだった。一同は大盛り上がり、テンション高く踊り狂うが、やがて…。
第11場
生まれ変わったMr.REIは、ドリームガール（華雅りりか／真鳳つぐみ／乙羽映見）たちに連れられてクラブへと乗り込んでいく。

### 第4章　Love Exciter!!－愛の革命－
- 音楽：青木朝子
- 振付：御織ゆみ乃

第12場
超都会的なクラブ。華やかなめくるめく一夜が始まる。愛をモチーフにした、クラブミックスメドレー。
第13場
EXCITERが華々しく登場。女たちは次々とEXCITERの色気に落ちていく。やがてセクシードールSもEXCITERの矢に射抜かれる。
第14場
EXCITERを中心とした、究極にセクシーなナンバー。
第15場
賑やかな総踊り。いつ果てるとも知れず、興奮の夜が燃え上がる。
第16場
アダルトな3人の男が、「俺こそが世界一セクシー」と競い合う。

### 第5章　Life Exciter!!－命の革命－
- 音楽：手島恭子
- 振付：平澤智

第17場
キューバのハバナ。銀色の海。激しい太鼓のリズム。ハバナクィーンが浮かび上がり、ハバナの男たちに囲まれて踊る。
第18場
やがて夜。ハバナキングの恋人、ハバナクィーンにハバナダンディが横恋慕していさかいとなる。そこへ、命の意味を求めて旅を続ける放浪の旅人が現れる。いさかいを止めようとする旅人。ハバナキングがナイフを取り出し…。
第19場
銀色の星空。旅人が静かに歌いだす。
第20場
曲は急にアップテンポとなり、EXCITERとなった旅人が力強く歌う。眠りから覚めた人々は再び激しく踊りだす。明日の、そして未来のEXCITEをつかむために。

### 第6章　Tomorrow Exciter!!－明日への革命－
- 音楽：手島恭子
- 振付：若央りさ

第21場
エキサイトゲートキーパーが、黒い鳥たちを引き連れて現れる。アダルトなロケット。
第22場
パッショネイトガイSが大勢のパッショネイトガイを引き連れて、セクシーに激しく踊る。
第23場
パッショネイトガイSとパッショネイトドールSによる究極のデュエットダンス。
第24場
華やかで現代的なパレード。輝ける明日を信じて…。

## スタッフ（2009年）
- 作・演出：藤井大介
- 作曲・編曲：青木朝子、手島恭子
- 音楽指揮：大谷木靖
- 振付：羽山紀代美、御織ゆみ乃、若央りさ、平澤智
- 装置：新宮有紀
- 衣装：任田幾英
- 照明：佐渡孝治
- 音響：大坪正仁
- 小道具：石橋清利
- 歌唱指導：矢部玲司
- 演出助手：野口幸作
- 衣装補：河底美由紀
- 舞台進行：若林修
- 舞台美術製作：株式会社宝塚舞台（併演作品と共通）
- 演奏：宝塚オーケストラ（宝塚）（併演作品と共通）
- 演奏コーディネート：ダット・ミュージック（東京）（併演作品と共通）
- 制作：高田健司（併演作品と共通）
- 制作・著作：宝塚歌劇団（併演作品と共通）
- 主催：阪急電鉄株式会社（併演作品と共通）

## 参考資料
- 宝塚大劇場公演プログラム「外伝ベルサイユのばら－アンドレ編－」「EXCITER‼︎」監修・著作権者：小林公一、2009年9月4日
- 東京宝塚劇場公演プログラム「外伝ベルサイユのばら－アンドレ編－」「EXCITER‼︎」監修・著作権者：小林公一、2009年10月23日
- 宝塚大劇場公演プログラム「麗しのサブリナ」「EXCITER‼︎」監修・著作権者：小林公一、2010年7月30日
- 全国ツアー公演プログラム「仮面のロマネスク」「EXCITER!!2017」監修・著作権者：小林公一、2017年3月18日
- 全国ツアー公演プログラム「メランコリック・ジゴロ」「EXCITER!!2018」監修・著作権者：小林公一、2018年11月22日